# Becket (Massachusetts)
Pour les articles homonymes, voir Becket.
Becket est une ville du Comté de Berkshire au Massachusetts, fondée en 1740.
Sa population était de 1 755 habitants en 2010.

## National Historic Landmark
- Jacob's Pillow Dance (en)

## Personnalité
- Eliza R. Snow, née à Becket